# Arthur Roy Brown
Arthur Roy Brown, né le 23 décembre 1893 à Carleton Place au Canada et mort d'une crise cardiaque le 9 mars 1944 à Stouffville, Ontario, était un as de l'aviation canadien de la Première Guerre mondiale, qui participa à plusieurs combats aériens contre Manfred von Richthofen (surnommé le « Baron Rouge »). La RAF a officiellement attribué à Brown le mérite d'avoir abattu le Baron Rouge, mais aujourd'hui, on ignore encore ce qui a vraiment tué l'as des as allemands de la Première Guerre mondiale. Ce qui est connu de beaucoup moins de gens est que Brown n'a jamais perdu de pilotes lors de ses missions. En effet, ses demandes fréquentes de renfort afin de voir comment se comportait les nouvelles recrues sur le terrain lui valurent de se distinguer dans ce domaine.

## Ses débuts
Brown est né dans une famille de classe moyenne supérieure à Carleton Place, à 50 km d'Ottawa. Sa maison de famille existe toujours, au 38 rue Mill, non loin de la Maison communale. Il se situait au milieu d'une famille de cinq enfants. Il avait deux sœurs aînées, Margaret et Bessie, et deux frères cadets, Horace et Howard. Son père commença sa carrière comme meunier, puis devint électricien lorsque les premiers poteaux électriques apparurent au tournant du siècle. Il finit par posséder sa propre compagnie d'électricité dans sa commune.
Malgré le fait que Brown se débrouillait bien à l'école secondaire, il fut transféré à une école d'affaires pour étudier la comptabilité en vue de prendre la relève de la compagnie familiale. En suivant ce cours, il voulait accéder à l'université pour étudier l'administration en affaires, mais il avait besoin de son diplôme d'études secondaires, qu'il ne possédait pas. Il suivit un cours à la Victoria High School à Edmonton de 1913 à 1915 afin d'obtenir son diplôme. C'est à cette époque qu'il se lia d'amitié à Wilfrid May.

## Entraînement
Brown s'est enrôlé en 1915 comme aspirant à l'Army Officers' Training Corps. Brown se joint à la Royal Naval Air Service pour un entraînement de pilote, puis gradue le 24 novembre de la même année.

## Pendant la guerre

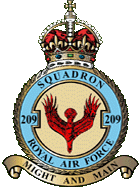

Brown est parti pour l'Angleterre comme enseigne de vol le 22 novembre 1915 puis subit un nouvel entraînement à Chingford. Le 2 mai 1916, il s'écrase avec son Avro 504 mais s'en sort apparemment intact. Toutefois, il se réveille le matin suivant avec un mal de dos sévère à la suite de sa vertèbre brisée. Il passe deux mois à l'hôpital puis est assigné en septembre 1916 à la Eastchurch Gunnery School. En janvier 1917, il est envoyé à Cranwell pour un entraînement avancé.
En mars 1917, Brown fut adjoint au No. 9 Naval Squadron où il effectua des patrouilles côtières au large des côtes belges avec des Sopwith Pup. Brown tomba alors malade et manqua le "mois sanglant" ou Bloody April, une période où le nombre de victimes britanniques était très élevé.
En juin 1917, fut adjoint au No. 11 Naval Squadron, puis en juillet brièvement assigné au No. 4 Naval Squadron pour retourner au No. 11 Naval Squadron un peu plus tard le même mois. Le 17 juillet, il abat son premier avion, un Albatros D.III, avec son Sopwith Pup. Il fut alors promu au poste de capitaine.
Le No. 11 Naval Squadron fut dissous à la mi-août 1917 et Brown rejoignit le No. 9 Naval Squadron, équipé d'un Sopwith Camel. Le 6 octobre 1917, Brown reçut la Distinguished Service Cross (DSC).
Peu après, Brown fut promu au rang de commandant de vol, rôle dans lequel il excelle. Le No. 9 Naval Squadron fut posté près du département de la Somme au début 1918, et fut obligé de battre en retraite devant l'offensive allemande du 20 au 29 mars. La cadence des opérations s'intensifiat, avec la totalité de l'escadron exécutant généralement deux missions par jour.  Le colonel Raymond Collishaw nota durant une visite en avril que Brown avait l'air épuisé: il avait perdu 11 kilos, ses cheveux devenait progressivement gris et ses yeux étaient caves et injectés de sang. De plus, du lapin contaminé l'affailblit sévèrement en lui infligeant une gastrite. Passant outre aux conseils de Collishaw, Brown refuse d'arrêter de voler et abat deux autres avions le 11 et 12 avril.
Le 1er avril 1918, le Royal Flying Corps et le Royal Naval Air Service fusionnèrent pour former la Royal Air Force. Le No. 9 Squadron RNAS de Brown devient le No. 209 RAF.

## La bataille contre Richthofen
Le matin du 21 avril, le No. 209 exécutait une patrouille de combat lorsqu'il fut attaqué par la Jasta 11, dirigé par Manfred von Richthofen, le « Baron Rouge ». Une nouvelle recrue du No. 209 et ami de Brown, le lieutenant Wop May avait reçu comme instruction de rester hors du combat et d'être en position d'observateur. May remarqua un avion ennemi faisant la même chose, le cousin du Baron Rouge, le lieutenant Wolfram von Richthofen qui avait reçu des instructions similaires. May attaqua Wolfram et se retrouva bien vite dans la bataille à cracher des balles jusqu'à ce que ses canons s'enrayent. May plongea afin de s'éloigner de la bataille et Manfred von Richthofen lui donna la chasse au niveau du sol. Brown vit May en difficulté et piqua afin de l'assister. Son offensive fut nécessairement de courte durée et il fut obligé de remonter en flèche pour ne pas s'écraser au sol, perdant de vue du même coup May et Richthofen.
Ce qui suit demeure controversé encore aujourd'hui, mais il est très probable que Richthofen vira pour éviter l'attaque de Brown, puis à la place de prendre de l'altitude et rester à distance du combat au sol, il continua de pourchasser May qui zigzaguait afin d'éviter d'éventuelles attaques. La route de May et Richthofen les emmenait à présent à un bas niveau vers l'un des postes défendus le mieux armé de la Somme. Certains suggèrent qu'il s'est perdu, les vents soufflant du "mauvais côté" ce jour-là, vers l'ouest, et que la bataille dériva lentement du côté allié. Les limites front était indistinctes en ce temps-là et les repères au sol pouvaient porter à confusion.
Des mitrailleurs de l'Australian Army au sol firent feu sur Richthofen, qui s'écrasa éventuellement auprès de tranchées australiennes. Après avoir vu le corps de Richthofen, Brown écrit : « there was a lump in my throat. If he had been my dearest friend, I could not have felt greater sorrow » ; « il y avait une bosse dans ma gorge. Je n'aurais pas éprouvé plus chagrin que s'il avait été mon ami le plus cher. ». Son rapport de combat initial décrivait la bataille comme étant « indécise » - un qualificatif ensuite remplacé par son officier dirigeant par "décisive". De toute façon, Brown fut accrédité pour cette cible et reçut une barre pour sa DSC.

## Années postérieures
Neuf jours après le combat contre von Richthofen, Brown fut admis à l'hôpital pour cause de grippe et de neurasthénie. En juin, il fut posté au No. 2 School of Air Fighting comme instructeur. Il subit un écrasement le 15 juillet et passa cinq mois à l'hôpital.
Il quitta la RAF en 1919 et retourna au Canada où il trouva un emploi comme comptable. Il fonda aussi une petite compagnie aérienne et fut éditeur pour un temps de Canadian Aviation. Lorsque la Deuxième Guerre mondiale éclata, il tentat de s'enrôler dans la nouvellement formée Aviation royale du Canada, mais fut refusé. Il essaya la politique et perdit les élections législatives en Ontario en 1943. Il acheta alors une ferme décrépie non loin de Stouffville en Ontario et la transforma en entreprise florissante.
Il meurt le 9 mars 1944 à cinquante ans d'une crise cardiaque à Stouffville peu après avoir posé pour un photographe avec un jeune as de l'aviation, George Beurling.

## Brown en film et fiction
Il est incarné par Don Stroud en 1971 dans le film Le Baron Rouge (The Red Baron)
Dans le film Baron Rouge, l'acteur britannique Joseph Fiennes joue un rôle basé sur le capitaine Brown.